# Lasioptera quercirami
Lasioptera quercirami är en tvåvingeart som beskrevs av Ephraim Porter Felt 1926. Lasioptera quercirami ingår i släktet Lasioptera och familjen gallmyggor.
Artens utbredningsområde är Utah. Inga underarter finns listade i Catalogue of Life.